# Albert Vidal i Jordana
Albert Vidal i Jordana (Montblanc, 20 de novembre de 1743- Barcelona, 1 de novembre de 1827) fou un historiador i religiós franciscà. Professà a l'orde de Sant Francesc el 13 d'octubre de 1759 al convent de Sant Francesc de Barcelona. Publicà diversos sermons (1783-1784, 1793 i 1797) i fou l'autor d'un Diccionari Català en dos volums, obra inèdita inacabada, l'original de la qual es conserva a la Biblioteca de l'Acadèmia de Bones Lletres de Barcelona.